# باليشانون
باليشانون بلنجليزي Ballyshannon (الأيرلندية: Béal Átha Seanaidh ، بمعنى «فم Seannach's ford»)  هي مدينة في مقاطعة Donegal ، أيرلندا. تقع في الطرف الجنوبي للمقاطعة حيث ينتهي N3 من دبلن ويعبر N15 نهر Erne . تأسست في عام 1613 ، وهي أقدم مدينة في أيرلندا.   

## الموقع
باليشانون، وهو ما يعني «فم فورد شيناخ»،  بعد محارب من القرن الخامس، سيناش، الذي قتل هناك، يقع عند مصب نهر إيرن. إلى الغرب من المدينة، تتسع Erne وتتعرج مياهها على مصب رملي طويل. يرتفع الضفة الشمالية للنهر بشدة من ضفة النهر، في حين أن الضفة الجنوبية مسطحة مع جرف صغير يمتد موازيا للنهر. تطل المدينة من مكانها المثالي على المصب وتتمتع بإطلالات بانورامية على الجبال والبحيرات والغابات.

## التاريخ
المواقع الأثرية التي يعود تاريخها إلى العصر الحجري الحديث (4000 قبل الميلاد - 2500 قبل الميلاد) تم حفرها في بلشانون والمناطق المحيطة بها، مما يمثل النشاط الاستيطاني والطقوسي من الفترات المبكرة من الاستيطان البشري. تراوحت المكتشفات بين fulachta fiadh (التلال المحروقة) التي يعود تاريخها إلى العصر البرونزي (2500–500 قبل الميلاد)، إلى مسار محتمل لأحجار الفرشاة التي كان يعتقد أنها تعود إلى فترة العصر الحجري الحديث، إلى اكتشاف كنيسة من العصور الوسطى لم تكن معروفة سابقًا وتحتوي على المئات. من الهياكل العظمية التي يُعتقد أنها تعود إلى الفترة ما بين 1100 و 1400. وقد أنتج هذا الموقع العديد من القطع الأثرية بما في ذلك البنسات الفضية الطويلة ونصف البنسات التي يعود تاريخها إلى عهد هنري الثالث (1251-1276) وإدوارد الأول (c.1280-1302). وشملت الاكتشافات الأخرى حبات العظام ودبابيس الكفن وقطع الكوارتز التي وُضعت في أيدي العديد من الهياكل العظمية.

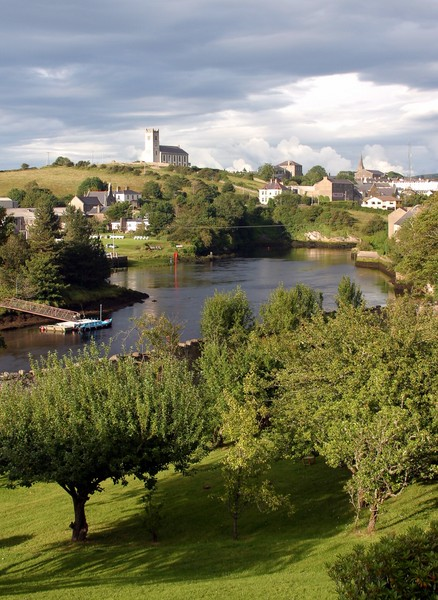
نهر إرني وباليشانون

يُعتقد أن العديد من المواقع الأخرى من فترات مختلفة موجودة، بما في ذلك قبر العصر الحجري الحديث، وقبر عيد الرواد، الملك الأيرلندي الأعلى، الذي تم بناء كنيسة سانت آن (كنيسة إيرلندا) بناءً عليه، وتحتل أعلى موقع في المدينة. نقاط Mullgoose. لم يتبق شيء لإثبات وجود أي من القبر، حيث تم طمس آخر بقايا التل في مولاغناشي في عام 1798 عندما تم بناء حصن على قمة التل. كان يُشار إلى ساحة الكنيسة التي تعود إلى القرن الثامن عشر وأرض دفن الفقير باسم سيد عيض رويدة ، الجنية من ريد هيو. و «شيمان» (الإنجليز من السيده الايرلنديه) في Mullgoose يعني «الجنيات». عمد الاعتقاد الشائع إلى تخصيص المناطق الداخلية للتلال إلى مساكن الجنيات والتقاليد المحلية التي نشرت روايات عن مآثر القوم الخيالي، لا سيما بين تلال فينر الرملية وفي منطقة واردتاون في باليشانون.

و الفايكنج، وفقا لل حوليات الستر، هاجم قريب Inishmurray جزيرة في وقت لاحق 795. استخدموا نهر أرني لمهاجمة الداخلية، وحرق جزيرة ديفينيش دير في 822. وحوليات تسجيل أيضا أنه في 836، جميع كنائس بحيرة أرني، جنبا إلى جنب مع كلوين Eois (استنساخ) و Daimhinis (جزيرة ديفينيش) دمرت من قبل «الوثنيون». في عامي 923 و 916 على التوالي، «أسطول من الأجانب في بحيرة لوخ إرني نهب جزر البحيرة»، وكذلك المناطق المحيطة بها.

في مارس 1613، تم دمج Ballyshannon في البلدة من قبل جيمس الأول.  في عام 1775، أثنى المسافر ريتشارد تويز في رحلة بأيرلندا على قفزة السلمون في أسارو في باليشانون  (ص 157):
جسر العمالقة هو كائن لا يكاد يستحق الذهاب بعيدًا؛ ومع ذلك، يتم تحديد ذلك بدرجة الفضول الذي يمتلكه المسافر. لكن قفزة سمك السلمون في باليشانون هو مشهد من هذه طبيعة واحدة، كما هو لا يمكن العثور عليها في أي مكان آخر، وكما هو غريب إلى أيرلندا حيث مصارعة الثيران هي إلى اسبانيا.... .

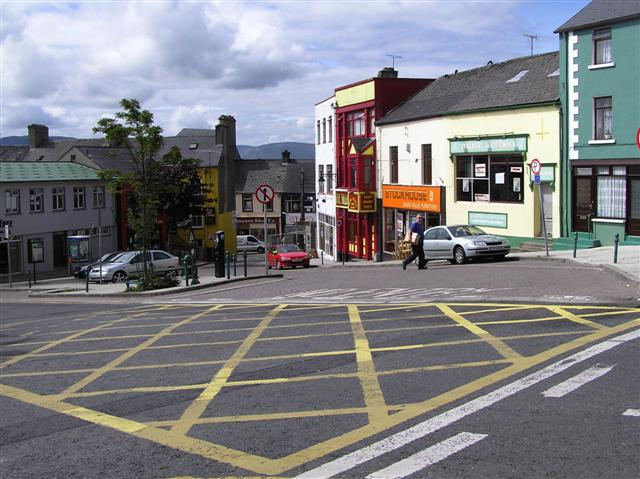
مقاطعة دونيجال, وسط المدينة

كان فيكونشان، حوالي عام 1793 ، رؤية فيسكونت كاستليرج، كبير مستقبلي وزير خارجية أيرلندا، ثم وزير الخارجية البريطاني، رؤيته الشهيرة للصبي المشع. المعروف في ذلك الوقت باسم هون. روبرت ستيوارت (أصبح اللورد Castlereagh في عام 1796)، وكان بمثابة ضابط شاب بالجيش ونواب عن Down في البرلمان الأيرلندي في ذلك الوقت. الإقامة في الثكنات العسكرية القديمة في المدينة، تقاعد ستيوارت (كما كان في ذلك الوقت) ليلا. نظرًا إلى النار، رأى شكل صبي يخرج من النيران، ويكبر حجمًا وأكبر ويختفي. الفتى المشع شخصية معروفة في الفولكلور الإنجليزي والأيرلندي، وغالبًا ما يفترض أن يتنبأ بالموت. كتب ويليام ألينجهام فيما بعد قصيدة عن الحادث.
افتتح خط إينيسكيلين وبوندوران للسكك الحديدية في عام 1868 وكان له محطة في باليشانون.  و الشمالية الكبرى للسكك الحديدية (الحرس الوطني الجمهوري) تعمل على خط E & BR من 1876 واستيعابها الشركة في عام 1896.  و تقسيم أيرلندا في عام 1922 تحول الحدود مع مقاطعة فيرماناغ إلى حدود دولية. من الآن فصاعدا الربط السككي الوحيد باليشانون مع بقية الدولة الأيرلندية الحرة و عبر أيرلندا الشمالية، وعلى هذا النحو كان الموضوع إلى تأخير عمليات التفتيش الجمركي. وحكومة ايرلندا الشمالية أغلقت الكثير من شبكة GNR على جانبها من الحدود في عام 1957 ، بما في ذلك E&BR بقدر الحدود.  يعط ذلك للجمهورية أي بديل عملي سوى السماح بإغلاق الخط عبر بلشانون بين الحدود وبوندوران. بعد ذلك، كان أقرب سكة حديد ل Ballyshannon هو Sligo في الجمهورية و Omagh في أيرلندا الشمالية، حتى في عام 1965 أغلقت هيئة النقل Ulster الخط عبر Omagh أيضًا.

## النقل والاتصالات

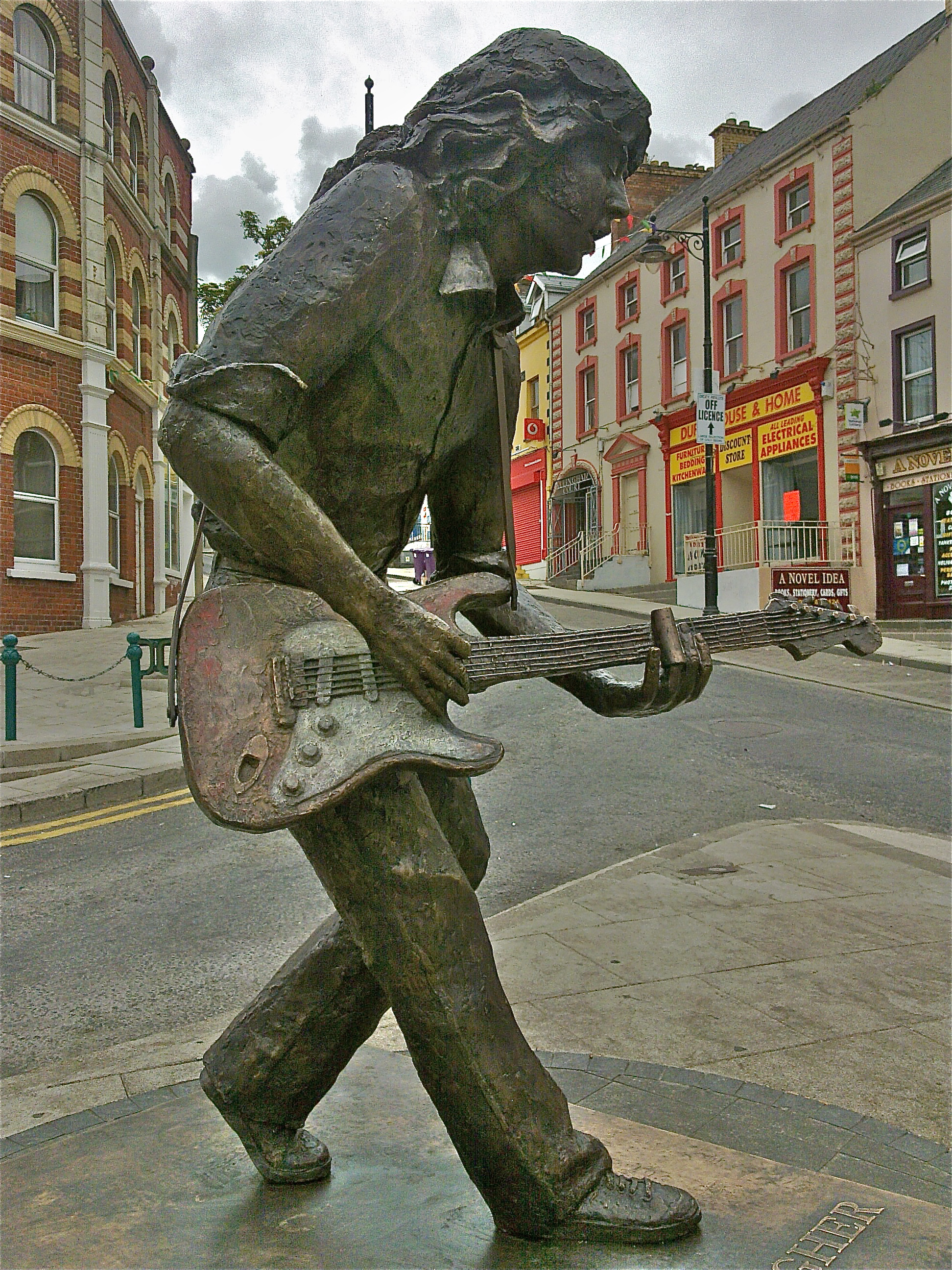
تمثال روري غالاغر

حافلة إيرن]  العروض الطرق المؤدية إلى المدن والبلدات الرئيسية في أيرلندا بما في ذلك كافان، دبلن، سليغو وغالواي. Ulsterbus  العروض الخدمات إلى المدن والبلدات الرئيسية في ايرلندا الشمالية بما في ذلك بلفاست وديري. تقدم Feda ODonnell  طرقًا من وإلى Gweedore إلى غرب أيرلندا، بما في ذلك Sligo و Galway ، عبر Ballyshannon.
أقرب محطة سكة حديد إلى Ballyshannon هي محطة Sligo التي تخدمها قطارات إلى Dublin Connolly وتديرها Iarnród Éireann .
يتوفر النطاق العريض التجاري في Ballyshannon ، يتم تثبيته بواسطة مجلس مقاطعة Donegal ويتم توفيره بواسطة جميع موفري النطاق العريض الرئيسيين.

## المدارس
- مدرسة كريفي الوطنية، كريفي، باليشانون
- مدرسة كيلبارون (سانت آن) الوطنية
- مدرسة روكفيلد الوطنية، نوكناشانجان، باليشانون
- مدرسة العائلة المقدسة الوطنية (المعروفة سابقًا باسم مدرسة القديس يوسف الابتدائية)
- مدرسة سانت كاترين الابتدائية (المعروفة في الأيرلندية باسم Scoil Naomh Chaitríona)
- Gaelscoil Eirne ، مدرسة وطنية إيرلندية متوسطة
- مدرسة كوليست تشولميلي الثانوية

## الرياضة
- نادي اتحاد  ( الجاليك المحلي هو Aoudh Ruadh الذي فاز بلقب القسم 2 في 2017.
- نادي الركبي المحلي هو Ballyshannon RFC
- نادي كرة القدم المحلي هو إرني واندررز.
- نادي كرة السلة المحلي هو Eightyeighters.
- الفريق المحلي الخامس هو FNFC (Friday Night Football Club)

## المدن التوأم
توأم Ballyshannon مع:
- نور با دو كاليه،  فرنسا
- سيني،  فرنسا

## مراجغ
1. ↑  GeoNames (بالإنجليزية), 2005, QID:Q830106
2. ↑   http://www.grenay.fr/Nos-villes-jumelees. {{استشهاد ويب}}: |url= بحاجة لعنوان (مساعدة) والوسيط |title= غير موجود أو فارغ (من ويكي بيانات) (مساعدة)
3. ↑  census.cso.ie https://web.archive.org/web/20200208185026/http://census.cso.ie/sapmap2016/Results.aspx?Geog_Type=ST2016&Geog_Code=8A6225EE-264B-40EF-99FF-8E0BB64E2264. مؤرشف من الأصل في 2020-02-08. اطلع عليه بتاريخ 2020-02-08. {{استشهاد ويب}}: الوسيط |title= غير موجود أو فارغ (مساعدة)
4. ↑  "Northern Ireland Statistics and Research Agency - Census Home Page". web.archive.org. 17 فبراير 2012. مؤرشف من الأصل في 2020-06-13. اطلع عليه بتاريخ 2020-02-08.{{استشهاد ويب}}:  صيانة الاستشهاد: BOT: original URL status unknown (link)
5. ↑  "Ballyshannon Town Council County Donegal Ireland". web.archive.org. 21 مايو 2007. مؤرشف من الأصل في 2020-06-13. اطلع عليه بتاريخ 2020-02-08.{{استشهاد ويب}}:  صيانة الاستشهاد: BOT: original URL status unknown (link)